# Burgos Club de Fútbol (1936)
El Burgos Club de Fútbol fue un club de fútbol de Burgos, Castilla la Vieja (España) fundado el 3 de mayo de 1936, federado en el año 1939 y disuelto en 1983.

## Antecedentes
La historia del fútbol en la ciudad de Burgos es compleja y desde sus inicios en la segunda década del pasado siglo siempre se ha caracterizado por males endémicos con tono económico que han afectado a todos sus clubs. Ya en 1912 surgen las dos primeras entidades, Burgos Foot-ball Club y la Congregación Mariana, a los que les seguirán Koscas y Athletic Club Burgalés en 1914, y Club Deportivo Burgos, Sporting Club Burgalés, Juventud Católica Social y Cid F.C. en 1916. Casi todos ellos tienen una vida efímera y tan pronto nacen como desaparecen, ocurriendo lo mismo con los Hermanos Maristas y Racing Club de Burgos, ambos de 1917 y Corona F.C. y Unión Sportiva Obrera de 1918. A estos se suman equipos ocasionales fundados por militares, todos ellos de carácter temporal como el Lanceros de Borbón e Intendencia, de 1920 y los San Marcial, Lealtad y Lanceros de España, todos ellos de 1921.
En 1922 nacen el C.D. Castilla y los militares Artillería y Alfonso XIII, destacando la creación el 11 de enero de 1922 del Burgos Foot-ball Club que viste con camisa rojiblanca y pantalón negro. El Burgos Foot-ball Club empezó jugando sus primeros partidos en el campo de Lilaila aunque es en 1923 cuando la Compañía de Ferrocarriles del Norte cede unos terrenos para emplazar un campo de fútbol, el campo de Laserna, más acorde con los grandes estadios que comenzaban a proliferar por toda España y con el auge del deporte del balón en la ciudad de Burgos, cuando en la ciudad de Burgos se crearon, en estos primeros años, diversos clubes que a lo largo del tiempo que no duraron más de dos o tres años como el propio Burgos Foot-ball Club, el Club Deportivo Castilla-Burgos que viste con camisa morada y pantalón negro. Se creó en el año 1923 fruto de la fusión realizada por el Burgos F.C., C.D Castilla y Laserna F.C. y fue además el primer club burgalés que se federaba en la regional castellana, o la Unión Deportiva Burgalesa' que vestía camisa rojiblanca y pantalón negro, creada en 1926 y que desapareció tres años después. Estos equipos competían únicamente en campeonatos locales y no llegaron a jugar en categorías nacionales.
Tras la desaparición en 1929 de la U.D. Burgos, su plantilla se divide en dos nuevas formaciones, un nuevo Burgos F.C. y meses después, ya en 1930, la Cultural Deportiva de Burgos, quien se extingue meses después. De todos los clubs mencionados el Burgos F.C. es quien más perdura en el tiempo dentro del complicado panorama burgalés, perdurando hasta 1935 en el que acaba desapareciendo ante la falta de interés de la afición por sus malos resultados deportivos. Previamente, en 1934, surge una nueva Cultural Burgalesa distinta a la de 1930 y que desaparece ese mismo año mientras en 1936 nacerá el Júpiter F.C.

## Historia
En 1936 nace la Gimnástica Burgalesa siendo su primer presidente Juan Riu Deván. Supone una estabilidad deportiva del fútbol en Burgos ante la poca duración que tuvieron los anteriores clubes que trataron de surgir en la ciudad.
Tras el parón que vivió el fútbol español por la guerra civil, el equipo retomó la actividad y en la temporada 1941/42 queda campeón del grupo de la Primera Regional de la Federación Astur-Montañesa. El campeonato y una posterior reestructuración de las categorías nacionales, supone el ascenso y el posterior debut en la Tercera División de España.
En la temporada 1943/44, el club hizo su debut en la Tercera División quedando en una meritoria tercera plaza de uno de los tres grupos que se crearon en la categoría por aquel entonces. Para esta primera temporada, el club ficha al entrenador Amadeo Labarta quien llegó a ser jugador internacional jugando en la Real Sociedad y la estrella del equipo era el delantero Carro quien llegó a ser pretendido poco después por el Real Madrid. Era tal el entusiasmo en la ciudad, que se vio en la necesidad de crear un nuevo campo de juego, Zatorre, que sustituyó al obsoleto campo de Laserna en 1943.
En el año 1946, se produce un relevo en la presidencia. Juan Riu es sustituido por el prestigioso médico Tomás Rodríguez y produce un cambio de nombre del club, llamándose a partir de ahora Gimnástica de Burgos.
En la temporada 1946/47, jugó cedido por el Valencia CF en la Gimnástica de Burgos uno de los mejores futbolistas españoles, Bernardino Pérez Elizarán "Pasieguito", que incluso llegó a ser internacional con la selección absoluta de fútbol de España. En esta misma temporada, el equipo queda campeón de su grupo de Tercera División pero no consigue el ascenso y continua una temporada más en la categoría.
En 1949, el club cambió a su denominación original y pasó a llamarse Burgos Club de Fútbol. Ya no habría en el futuro más cambios de denominación.

### Consolidación en Segunda División (1950-1970)
En la temporada 1949/50, llega a la presidencia Mariano Martínez Simón quien contrata como entrenador a Benito Díaz, quien logra salvar la categoría en el partido de promoción de descenso. 
En la temporada 1951/52 el club queda nuevamente campeón de su grupo de Tercera División de la mano del entrenador Anselmo Elízaga y esta vez sí consigue el ascenso a Segunda División.
En la temporada 1952/53, el equipo debuta en la Segunda División y es un paso efímero ya que queda colista del grupo I y desciende nuevamente a la Tercera División. Finalizando la temporada accede a la presidencia Pedro Alfaro Arregui.
En la temporada 1954/55 el club consigue el tercer trofeo de Tercera División pero no consigue ascender al caer en la liguilla de ascenso. Al siguiente año, durante la temporada 1955/56, queda nuevamente campeón y en la liguilla de ascenso y de nuevo como entrenador Anselmo Elízaga, consigue el ascenso en la localidad vizcaína de Durango. Se repetiría la historia una vez más ya que la siguiente temporada, la 1956/57, el club desciende de nuevo a la Tercera División al año siguiente de ascender tal y como ocurrió cuatro años atrás.
En el año 1958, el presidente Pedro Alfaro da paso a uno de los presidentes más importantes que ha tenido el club en toda su historia, José Luis Preciado.
En la temporada 1959/60, el club consigue el quinto título de Tercera División pero tampoco consigue ascender en la promoción posterior. Es en la temporada siguiente, la 1961/62 donde el equipo queda subcampeón y consigue el ascenso contra todo pronóstico al vencer a domicilio al Sporting de Gijón en El Molinón por 2-3 en el partido de ida y por 2-1 en el Estadio de Zatorre en el partido de vuelta.
Las siguientes diez temporadas el equipo consigue consolidarse en la Segunda División llegando a ser uno de los clubes clásicos de la categoría de plata del fútbol español y asentando las bases de los que posteriormente serían los mejores años de la historia del club. Fruto de ello y con el aumento del número de socios, en 1964 se decide crear un nuevo estadio en la ciudad, el Estadio Municipal de El Plantío, que es el actual campo de juego del equipo.

### Años dorados del club (1971-1980)
En la temporada 1970/71, el equipo entrenado por el antiguo guardameta internacional Ignacio Eizaguirre, queda subcampeón de la Segunda División y consigue el ascenso, el 30 de mayo, tras un empate ante el Logroñés en el Estadio Municipal de El Plantío.
En la temporada 1971/72, el Burgos Club de Fútbol se estrenó en Primera División. Para afrontar el debut en la categoría, llegó al banquillo burgalés el entrenador Mariano Moreno, y se lograron las cesiones de los jugadores Capón, Benegas y Jaquet del Atlético de Madrid y de Aitor Aguirre del Athletic de Bilbao. Tras una dura temporada, el equipo se salvó del descenso acabando en el puesto 15º, gracias a la solidez del equipo como local.
La siguiente temporada, la 1972/73, el equipo realizó una mala temporada y acabó último, retornando a la Segunda División tras saborear las mieles de la Primera División durante únicamente dos temporadas. Curiosamente en esta temporada del descenso, el Burgos CF realizó uno de los mejores partidos de toda su historia tras ganar en el Estadio Municipal de El Plantío al todopoderoso por aquel entonces Athletic de Bilbao por 5-1 con el mítico portero José Ángel Iribar bajo palos.
La siguiente temporada en Segunda División, la 1973/74, también fue bastante dura para el club y tras varios cambios de entrenador, el equipo consigue salvarse del descenso a la Tercera División al ganar la eliminatoria de promoción al Eibar. Al finalizar la temporada, el presidente José Luis Preciado deja la presidencia y le sustituye Antonio Martínez Laredo. Cabe destacar en esta temporada la aparición del guardameta Manzanedo, nacido en Burgos y que años después sería internacional con la selección absoluta de fútbol de España.
En la temporada 1975/76, el equipo queda campeón de la Segunda División y retorna a Primera División tras tres temporadas en la categoría de plata. Uno de los artífices del ascenso fue la presencia de uno de los mejores jugadores de fútbol que ha dado España en toda la historia, Juanito, que fue cedido una temporada por el Atlético de Madrid y posteriormente vendido al Burgos CF donde pasó en total cuatro temporadas, de la 1973/74 hasta la 1976/77, al final de la cual fue comprado por el Real Madrid.
En la temporada 1976/77, el equipo entrenado por Marcel Domingo, acaba en la posición 14º manteniéndose en la Primera División no sin apuros. Es en esta temporada cuando Juanito, gana el premio a mejor jugador del año en Primera División, premio otorgado por la revista Don Balón. Tras su buena temporada, Juanito es traspasado al Real Madrid por una cantidad de 27 millones de pesetas, aunque estaba valorado por aquel entonces en más del doble.
Tras cuatro temporadas consecutivas en Primera División, el club desciende en la temporada 1979/80. En estas dos últimas temporadas del equipo en la élite, cabe destacar jugadores como el centrocampista Miguel Ángel Portugal o el defensa Antonio García Navajas, quienes también ficharon posteriormente por el Real Madrid. Arsenio Iglesias o Lucien Müller son algunos de los entrenadores más importantes que tuvo el equipo en esta época. En 1978, José María Quintano Vadillo sustituyó en la presidencia a Antonio Martínez Laredo.

### Desaparición
Tras dos duras temporadas en Segunda División, el club sufrió una grave crisis económica que se consumó con su descenso administrativo por impago a los jugadores a la Segunda División B en la temporada 1981/82 después de haber quedado en un meritorio octavo puesto en la división de plata del fútbol español.
La siguiente temporada 1982/83, ya en Segunda División B, el equipo queda 3º del grupo I pero la situación económica es insostenible. Quintano Vadillo es sustituido por Bárcena Castrillo en la presidencia y es el 24 de mayo de 1983 cuando en Junta General Extraordinaria presidida por Miguel Jerez, decide la desaparición del club.
El por aquel entonces equipo filial, el Burgos Promesas, en el que años atrás entrenaba Antonio Solana a jugadores como Del Moral, Llorente, Cipri, el gran extremo Baranda entre otros, acababa de subir a la Tercera División, por lo que se decide desvincularlo del Club y liquidar al primer equipo. Así nace el Real Burgos Club de Fútbol.

## Denominaciones
El club ha tenido tres denominaciones a lo largo de la historia:
- Gimnástica Deportiva Burgalesa (1936-1946)
- Gimnástica de Burgos (1946-1948)
- Burgos Club de Fútbol (1948-1983)

## Trayectoria histórica
La Segunda División B fue introducida en 1977 como categoría intermedia entre la Segunda División y Tercera División.

### Trayectoria temporada a temporada
| Temporada | Categoría                | puesto | Copa         | Notas                 |
| --------- | ------------------------ | ------ | ------------ | --------------------- |
| 1939-1943 | Divisiones Regionales    | 1º     | No participó |                       |
| 1943-44   | 3ª División (Grupo II)   | 4º     | 1ª ronda     |                       |
| 1944-45   | 3ª División (Grupo VI)   | 2º     | No participó |                       |
| 1945-46   | 3ª División (Grupo VIII) | 7º     | No participó |                       |
| 1946-47   | 3ª División (Grupo IV)   | 1º     | No participó |                       |
| 1947-48   | 3ª División (Grupo II)   | 3º     | 4ª ronda     |                       |
| 1948-49   | 3ª División (Grupo II)   | 11º    | 2ª ronda     |                       |
| 1949-50   | 3ª División (Grupo II)   | 18º    | No participó |                       |
| 1950-51   | 3ª División (Grupo II)   | 3º     | No participó |                       |
| 1951-52   | 3ª División (Grupo II)   | 1º     | No participó | primer ascenso a 2ª   |
| 1952-53   | 2ª División (Grupo I)    | 16º    | 2ª ronda     | primer descenso a 3ª  |
| 1953-54   | 3ª División (Grupo II)   | 8º     | No participó |                       |
| 1954-55   | 3ª División (Grupo III)  | 1º     | No participó |                       |
| 1955-56   | 3ª División (Grupo III)  | 1º     | No participó | 2º ascenso a 2ª       |
| 1956-57   | 2ª División (Grupo I)    | 19º    | No participó | 2º descenso a 3ª      |
| 1957-58   | 3ª División (Grupo XIII) | 2º     | No participó |                       |
| 1958-59   | 3ª División (Grupo XIII) | 7º     | No participó |                       |
| 1959-60   | 3ª División (Grupo XIII) | 1º     | No participó |                       |
| 1960-61   | 3ª División (Grupo XIII) | 2º     | No participó | 3er ascenso a 2ª      |
| 1961-62   | 2ª División (Grupo I)    | 11º    | 1/16         |                       |
| 1962-63   | 2ª División (Grupo I)    | 10º    | 1ª ronda     |                       |
| 1963-64   | 2ª División (Grupo I)    | 7º     | 1ª ronda     |                       |
| 1964-65   | 2ª División (Grupo I)    | 6º     | 1/16         |                       |
| 1965-66   | 2ª División (Grupo I)    | 5º     | 1ª ronda     |                       |
| 1966-67   | 2ª División (Grupo I)    | 14º    | 1ª ronda     |                       |
| 1967-68   | 2ª División (Grupo I)    | 8º     | 1ª ronda     |                       |
| 1968-69   | 2ª División              | 12º    | No participó |                       |
| 1969-70   | 2ª División              | 14º    | 5ª ronda     |                       |
| 1970-71   | 2ª División              | 2º     | 3ª ronda     | primer ascenso a 1ª   |
| 1971-72   | 1ª División              | 15º    | 5ª ronda     |                       |
| 1972-73   | 1ª División              | 18º    | 1/8          | primer descenso a 2ª  |
| 1973-74   | 2ª División              | 16º    | 4ª ronda     |                       |
| 1974-75   | 2ª División              | 9º     | 1/8          |                       |
| 1975-76   | 2ª División              | 1º     | 3ª ronda     | 2º ascenso a 1ª       |
| 1976-77   | 1ª División              | 14º    | 2ª ronda     |                       |
| 1977-78   | 1ª División              | 12º    | 1/8          |                       |
| 1978-79   | 1ª División              | 13º    | 1/8          |                       |
| 1979-80   | 1ª División              | 17º    | 4ª ronda     | 2º descenso a 2ª      |
| 1980-81   | 2ª División              | 15º    | 1/4          |                       |
| 1981-82   | 2ª División              | 9º     | 1ª ronda     | primer descenso a 2ªB |
| 1982-83   | 2ª División B (Grupo I)  | 3º     | 2ª ronda     |                       |
| Temporada | Categoría                | puesto | Copa         | Notas                 |

```
LEYENDA

 :Ascenso de categoría

 :Descenso de categoría

 :Descenso administrativo
```

### Participaciones enCopa del Rey
| Temporada | Ronda         | Rival                     | Local         | Visitante           | Global        |  |
| --------- | ------------- | ------------------------- | ------------- | ------------------- | ------------- |  |
| 1943-44   | Primera ronda | CD Palencia               |               | 1-2                 | 1-2           |  |
| 1947-48   | Segunda ronda | CF Palencia               | 4-0           |                     | 4-0           |  |
| 1947-48   | Tercera ronda | Arenas Club de Gecho      | 2-1           |                     | 2-1           |  |
| 1947-48   | Cuarta ronda  | CA Osasuna                |               | 1-4                 | 1-4           |  |
| 1948-49   | Primera ronda | CF Palencia               | 4-0           |                     | 4-0           |  |
| 1948-49   | Segunda ronda | SD Gimnástica Segoviana   |               | 3-3 → 2-3 (Segovia) | 3-3 → 5-6     |  |
| 1952-53   | Primera ronda | AD Plus Ultra             | 2-1           | 2-1                 | 4-2           |  |
| 1952-53   | Segunda ronda | Deportivo Alavés          | 2-1           | 0-1                 | 2-2           |  |
| 1961-62   | Primera ronda | CD Mestalla               | 2-1           | 3-3                 | 5-4           |  |
| 1961-62   | 1/16          | Racing Santander          | 2-1           | 0-1 → 1-2 (Bilbao)  | 2-2 → 3-4     |  |
| 1962-63   | Primera ronda | Levante UD                | 3-1           | 1-3 → 0-1 (Madrid)  | 4-4 → 4-5     |  |
| 1963-64   | Primera ronda | Melilla CF                | 0-0           | 0-2                 | 0-2           |  |
| 1964-65   | Primera ronda | Melilla CF                | 5-0           | 5-4                 | 10-4          |  |
| 1964-65   | 1/16          | Córdoba CF                | 1-0           | 1-3                 | 2-3           |  |
| 1965-66   | Primera ronda | CD Mestalla               | 0-1           | 0-3                 | 0-4           |  |
| 1966-67   | Primera ronda | Cádiz CF                  | 1-3           | 1-3                 | 2-6           |  |
| 1967-68   | Primera ronda | CD Alcoyano               | 0-0           | 0-2                 | 0-2           |  |
| 1969-70   | Cuarta ronda  | CD Lugo                   | 4-2           | 3-0                 | 7-2           |  |
| 1969-70   | Quinta ronda  | Real Oviedo               | 0-2           | 1-1                 | 1-3           |  |
| 1970-71   | Tercera ronda | Tenerife Atlético Club    | 2-0           | 0-3                 | 2-3           |  |
| 1971-72   | Cuarta ronda  | Elche CF                  | 1-0           | 1-1                 | 2-1           |  |
| 1971-72   | Quinta ronda  | RCD Español               | 0-2           | 0-5                 | 0-7           |  |
| 1972-73   | Quinta ronda  | Exento                    |               |                     |               |  |
| 1972-73   | 1/8           | Real Betis Balompié       | 2-2           | 1-2                 | 3-4           |  |
| 1973-74   | Tercera ronda | CD Ensidesa               | 1-1           | 2-1                 | 3-2           |  |
| 1973-74   | Cuarta ronda  | Granada CF                | 3-0           | 1-5                 | 4-5           |  |
| 1974-75   | Tercera ronda | CD Manresa                | 4-2           | 1-1                 | 5-3           |  |
| 1974-75   | Cuarta ronda  | Real Murcia CF            | 3-1           | 0-1                 | 3-2           |  |
| 1974-75   | Quinta ronda  | Real Oviedo               | 0-0 → p (5-4) | 1-1                 | 1-1 → p (5-4) |  |
| 1974-75   | 1/8           | Real Sociedad             | 2-1           | 1-3                 | 3-4           |  |
| 1975-76   | Primera ronda | Real Unión de Irún        | 4-2           | 1-1                 | 5-3           |  |
| 1975-76   | Segunda ronda | Algeciras CF              | 4-0           | 1-0                 | 5-0           |  |
| 1975-76   | Tercera ronda | Cádiz CF                  | 2-1           | 0-3                 | 2-4           |  |
| 1976-77   | Primera ronda | CD Acero                  | 3-0           | 0-0                 | 3-0           |  |
| 1976-77   | 2ª ronda      | UE Lérida                 | 1-1           | 1-1 → p (3-4)       | 2-2 → p (3-4) |  |
| 1977-78   | 1ª ronda      | Albacete Balompié         | 2-0           | 1-0                 | 3-0           |  |
| 1977-78   | 2ª ronda      | SD Huesca                 | 2-0           | 2-1                 | 4-1           |  |
| 1977-78   | 3ª ronda      | Talavera CF               | 6-0           | 3-3                 | 9-3           |  |
| 1977-78   | 4ª ronda      | Recreativo de Huelva      | 2-0           | 2-3                 | 4-3           |  |
| 1977-78   | 1/8           | Real Betis Balompié       | 3-2           | 2-5                 | 5-7           |  |
| 1978-79   | 1ª ronda      | CD Numancia               | 3-0           | 1-2                 | 4-2           |  |
| 1978-79   | 2ª ronda      | Real Valladolid Promesas  | 4-0           | 1-0                 | 5-0           |  |
| 1978-79   | 3ª ronda      | Gimnástic de Tarragona    | 1-0           | 1-0                 | 2-0           |  |
| 1978-79   | 4ª ronda      | Exento                    |               |                     |               |  |
| 1978-79   | 1/8           | Real Valladolid Deportivo | 2-2 → p (1-4) | 2-2                 | 4-4 → p (1-4) |  |
| 1979-80   | 1ª ronda      | CD Venta de Baños         | 3-0           | 3-0                 | 6-0           |  |
| 1979-80   | 2ª ronda      | Baracaldo CF              | 2-1           | 1-1                 | 3-2           |  |
| 1979-80   | 3ª ronda      | UD Olot                   | 4-0           | 1-2                 | 5-2           |  |
| 1979-80   | 4ª ronda      | Real Sociedad             | 1-1           | 0-1                 | 1-2           |  |
| 1980-81   | 1ª ronda      | Zamora CF                 | 2-1           | 1-0                 | 3-1           |  |
| 1980-81   | 2ª ronda      | AD Torrejón               | 3-1           | 1-1                 | 4-2           |  |
| 1980-81   | 3ª ronda      | Real Celta de Vigo        | 2-0 → p (5-3) | 0-2                 | 2-2 → p (5-3) |  |
| 1980-81   | 4ª ronda      | Palencia CF               | 1-0           | 1-0                 | 2-0           |  |
| 1980-81   | 1/8           | UE Figueras               | 2-0           | 1-1                 | 3-1           |  |
| 1980-81   | 1/4           | Sevilla FC                | 0-0           | 1-4                 | 1-4           |  |
| 1981-82   | 1ª ronda      | CyD Leonesa               | 3-2           | 1-3                 | 4-5           |  |
| 1982-83   | 1ª ronda      | Zamora CF                 | 0-0           | 2-0                 | 4-5           |  |
| 1982-83   | 2ª ronda      | UD Salamanca              | 2-0           | 0-3                 | 2-3           |  |

### Resumen estadístico
Nota: En negrita competiciones activas.
| Competición                  | P.J. | P.G. | P.E. | P.P. | G.F. | G.C. | Mejor resultado |
| ---------------------------- | ---- | ---- | ---- | ---- | ---- | ---- | --------------- |
|                              |      |      |      |      |      |      |                 |
| Primera división             | 204  | 59   | 50   | 95   | 216  | 310  | 12º             |
| Segunda división             | 582  | 213  | 140  | 229  | 735  | 786  | Campeón         |
| Segunda división B           | 38   | 19   | 9    | 10   | 61   | 31   | 3º              |
| Tercera división             | 450  | 245  | 74   | 131  | 1066 | 614  | Campeón         |
| Campeonato de España de Copa | 109  | 53   | 24   | 32   | 180  | 146  | 1/4             |
| Total                        | 1383 | 589  | 297  | 497  | 2258 | 1887 | 6 Títulos       |
|                              |      |      |      |      |      |      |                 |

## Estadio
El Burgos Club de Fútbol juega de local en el Estadio Municipal de El Plantío, propiedad del Ayuntamiento de Burgos. Inaugurado el miércoles 2 de septiembre de 1964 para un entrenamiento y oficialmente el 13 de septiembre de 1964, en partido de liga ante el Indauchu, siendo el resultado de 2-0 para el equipo burgalés.
Tiene una capacidad actual de 12.200 espectadores, todos ellos sentados; y se encuentra situado junto a la ribera del Río Arlanzón.

### Estadios históricos
- Campo de Laserna (1936- 1943): desde principios de la década de los años veinte, el club disputaba sus encuentros en el campo de Laserna, junto a la antigua estación de ferrocarril.

- Campo de Zatorre (1943- 1964): Compartió campo con el C.D. Juventud del Círculo Católico y que estaba situado en lo que es hoy el patio del Colegio de la Milagrosa; entre las calles Molinillo, San José y Ramón y Cajal, próximo al actual complejo científico-cultural sobre la Evolución Humana.

## Uniforme
El uniforme titular ha tenido varias modificaciones a lo largo de su historia pero siempre respetando los colores blanco para la camiseta y negro para el pantalón. En cambio las medias empezaron de color negra y finalmente pasaron a ser de color blanco.
- Uniforme titular: Camiseta blanca, pantalón negro y medias blancas.

| 1936 | 1946 | 1948 |

| 1958 | 1963 |

| 1970 | 1976 | 1982 |

## Datos del Burgos C. F.
Datos del club desde la fundación hasta la desaparición en 1983. No se incluyen los números del Real Burgos Club de Fútbol al considerarse dos clubes diferentes, a pesar de que este último partió del filial del Burgos Club de Fútbol tras su desaparición en 1983.
- Temporadas en 1.ª: 6
  - Más temporadas consecutivas en 1.ª: 4 (1976-1980)
- Temporadas en 2.ª: 17
- Temporadas en 2ªB: 1
- Temporadas en 3.ª: 17
- Temporadas en Copa del Rey: 25
- Mejor puesto en 1.ª: 12º (1977/78)
- Peor puesto en 1.ª: 18º (1972/73)
- Mejor clasificación en Copa del Rey: 1/4 (1980-81)
- Puesto en la clasificación histórica 1ª división: 43.º
- Partidos en 1.ª: 204.
- Puntos en 1.ª: 168.
- Victorias en 1.ª: 59.
- Empates en 1.ª: 50.
- Derrotas en 1.ª: 95.
- Goles a favor en 1.ª: 216.
- Goles en contra en 1.ª: 310.

## Récords del club
- Mayor goleada conseguida en casa en 1.ª: Burgos CF 5 - 1 Athletic Club (1972/73)
- Mayor goleada conseguida fuera en 1.ª: Recreativo de Huelva 1 - 5 Burgos CF (1978/79)
- Mayor goleada encajada en casa en 1.ª: Burgos CF 0 - 3 Sporting de Gijón (1979/80)
- Mayor goleada encajada fuera en 1.ª: Sevilla FC 6 - 1 Burgos CF (1979/80)
- Máximo goleador en 1.ª: Jesús Valdés Alonso (21 goles)

### Partidos Históricos1ª división
- Primer partido en 1971-72: (12/09/1971), Sevilla FC 2 - Burgos CF 0
- Partido 100 en 1976-77: (08/05/1977), Burgos CF 4 - Valencia CF 1
- Partido 200 en 1979-80: (20/04/1980), UD Salamanca 1 - Burgos CF 3

## Palmarés

### Torneos nacionales
- Segunda División (1): 1975/76
- Tercera División (4): 1951/52, 1954/55, 1955/56 y 1959/60.

### Trofeos amistosos
- Trofeo Ciudad del Cid: (2) 1977, 1978
- Trofeo Ategorri: (1) 1972
- Trofeo Cervantes: (1) 1974
- Trofeo Ciudad de Oviedo: (1) 1979
- Trofeo Amistad (Éibar): (1) 1981

| Títulos oficiales                           | Nacionales   | Nacionales | Nacionales | Nacionales | Nacionales | Nacionales | Total |  |   |
| ------------------------------------------- | ------------ | ---------- | ---------- | ---------- | ---------- | ---------- | ----- |  | - |
| Títulos oficiales                           | Burgos C. F. |            | 1          |            | 4          |            | Total |  | 5 |
| Datos actualizados a 16 de febrero de 2020. |              |            |            |            |            |            |       |  |   |

## Jugadores

### Records futbolistas
- Más temporadas en el club: Gómez: 10
- Más partidos oficiales: Valdés: 290 (1974 - 1983)
- Más temporadas en el club en 1ª: Gómez: 6
- Más minutos en partidos oficiales: Valdés: 24.724 (1974 - 1983)
- Máximo goleador histórico: Olalde: 77 (9 en 1ª y 68 en 2)
- Jugador más expulsado en 1ª: 2 Viteri (1976 - 1980).

### Goles Históricos1ª división
- Primer gol en 1971-72: Requejo (12/09/1971), Burgos CF 1 - Real Madrid CF 2
- Gol 100 en 1976-77: Juanito (20/02/1977), Burgos CF 3 - Real Madrid CF 2
- Gol 200 en 1979-80: Magdaleno (16/12/1979), Burgos CF 2 - UD Salamanca 0

| Posición | Nombre       | Partidos |
| -------- | ------------ | -------- |
| 1°       | Gómez        | 124      |
| 2°       | Valdés       | 114      |
| 3°       | Ruiz Igartua | 109      |

| Posición | Nombre  | Goles |
| -------- | ------- | ----- |
| 1°       | Valdés  | 20    |
| 2°       | Viteri  | 15    |
| 3°       | Requejo | 14    |